# Hrabstwo Tenterfield

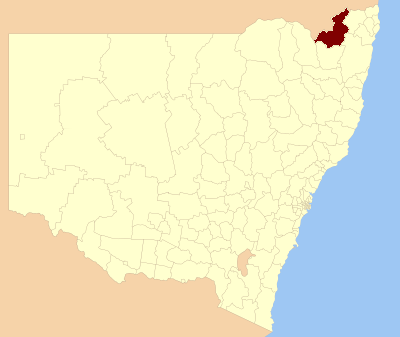
Hrabstwo na mapie stanu

Hrabstwo Tenterfield (Tenterfield Shire Council) – obszar samorządu lokalnego w australijskim stanie Nowa Południowa Walia, położony w jego północnej części, bezpośrednio przy granicy ze stanem Queensland. Liczy 6 534 mieszkańców (2006) i zajmuje powierzchnię 7332 km².
Ośrodkiem administracyjnym i największą miejscowością hrabstwa jest Tenterfield. Oprócz tego w jego skład wchodzą wsie Drake, Jennings, Liston, Legume, Bolivia, Stannum, Torrington, Urbenville i Mingoola.